# Porphyriops
Porphyriops is een geslacht van vogels uit de familie rallen, koeten en waterhoentjes (Rallidae). Dit geslacht is monotypisch, de enige soort is:
- Porphyriops melanops – Zwartkopwaterhoen